# كورت كيلر
كورت كيلر (بالفرنسية: Curt Keller )‏ (و. 1918 – 1992 م) هو لاعب كرة قدم، من فرنسا، ولد في ستراسبورغ، مركز لعبه هو مهاجم، توفي عن عمر يناهز 74 عاماً.

## روابط خارجية
- كورت كيلر على موقع قاعدة بيانات كرة القدم.إي يو (الإنجليزية)
- كورت كيلر على موقع ناشيونال فوتبول تيمز (الإنجليزية)
- كورت كيلر على موقع عالم كرة القدم.نت (الإنجليزية)